# Diário Oficial das Bahamas
Diário Oficial das Bahamas é o diário oficial das Bahamas. A Gazeta é publicada em Nassau pelo Gabinete sob as disposições da Seção 4 da Lei de Interpretação e Cláusulas Gerais. Onde quer que a palavra "Gazette" seja usada na lei das Bahamas, ela se refere ao Diário Oficial das Bahamas, ou a qualquer Suplemento ou Diário Extraordinário emitido. O diário oficial é publicado semanalmente, mas os outros diários são emitidos conforme necessário. Na lei, a palavra "Gazette" inclui "qualquer jornal publicado e em circulação geral nas Bahamas e designado como Gazette por Ordem do Governador Geral".

## História
O Diário Oficial das Bahamas foi publicado por John Wells em 1783. John Wells era um legalista, que trouxe a imprensa para as Bahamas.